# Província de Tan-Tan
La província de Tan-Tan (amazic: ⵜⴰⵙⴳⴰ ⵏ ⵟⴰⵏⵟⴰⵏ, tasga n Ṭanṭan; àrab: إقليم طانطان, iqlīm Ṭānṭān) és una de les províncies del Marroc, part de la regió de Guelmim-Oued Noun. Té una superfície de 17.295 km² i 86.134 habitants censats en 2014. La seva capital és Tan-Tan.

## Evolució demogràfica
| 58.079                                      | 70.146 | 73.736 |
| 1994, 2004 : cens oficial; 2007: estimació. |        |        |

## Subdivisions
La província té les següents subdivisions:
| Nom       | Codi geogràfic | Tipus        | Habitatges | Població | Estrangers | Locals | Notes |
| --------- | -------------- | ------------ | ---------- | -------- | ---------- | ------ | ----- |
| Tan-Tan   | 521.01.01.     | Municipi     | 12832      | 60698    | 8          | 60690  |       |
| El Ouatia | 521.01.03.     | Municipi     | 1592       | 6407     | 13         | 6394   |       |
| Msied     | 521.03.01.     | Comuna rural | 189        | 1023     | 0          | 1023   |       |
| Tilemzoun | 521.03.03.     | Comuna rural | 149        | 771      | 0          | 771    |       |
| Abteh     | 521.05.01.     | Comuna rural | 75         | 390      | 0          | 390    |       |
| Ben Khlil | 521.05.03.     | Comuna rural | 66         | 316      | 0          | 316    |       |
| Chbika    | 521.05.05.     | Comuna rural | 108        | 541      | 1          | 540    |       |